# کهنه اوراند
کهنه اوراند (به لاتین: Köhnə Orand) یک منطقه مسکونی در جمهوری آذربایجان است که در شهرستان لریک واقع شده است. کهنه اوراند ۱۱۰ نفر جمعیت دارد.